# Pennewitz
Pennewitz è una frazione della città tedesca di Ilmenau.

## Storia
Il comune di Pennewitz venne aggregato nel 2018 alla città di Ilmenau.